# Athrips
Athrips är ett släkte av fjärilar som beskrevs av Gustaf Johan Billberg 1820. Athrips ingår i familjen stävmalar.

## Bildgalleri

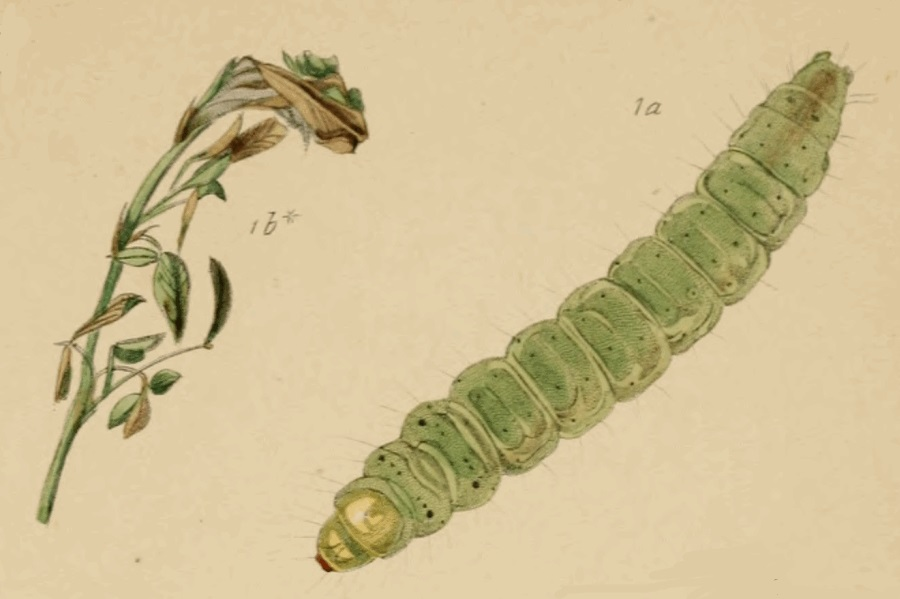
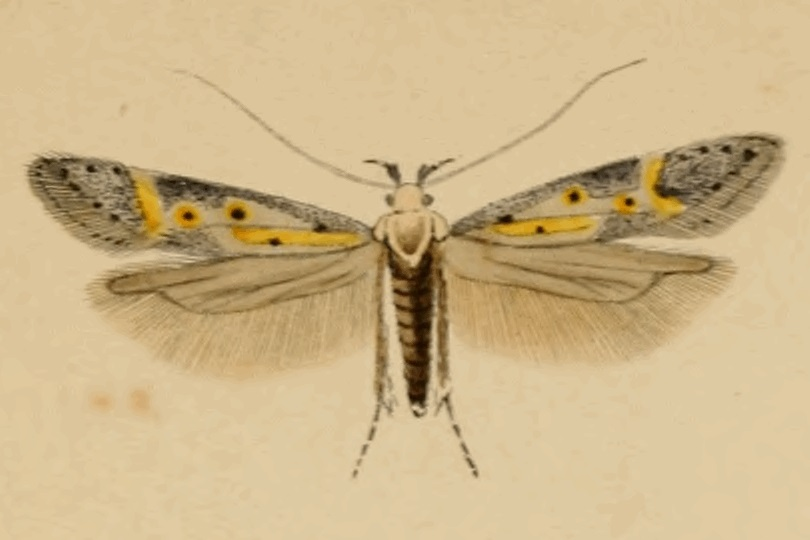
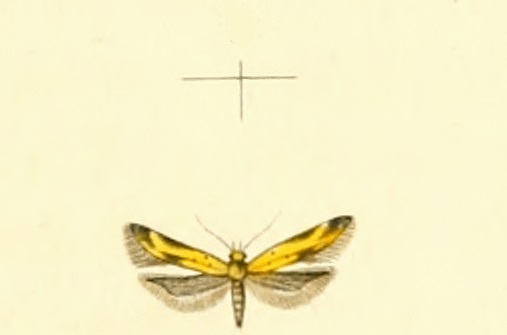
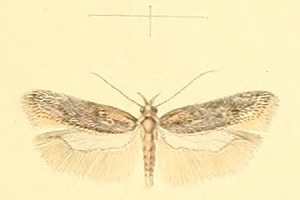
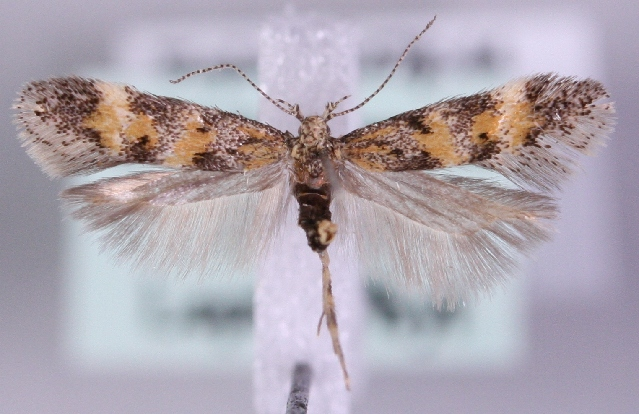

## Dottertaxa tillAthrips, i alfabetisk ordning[1][2]
- Athrips adumbratella
- Athrips amoenella
- Athrips asarinella
- Athrips carinata
- Athrips carthaginella
- Athrips cerasivorella
- Athrips cervinella
- Athrips cotoneastri
- Athrips emerita
- Athrips exstincta
- Athrips fagoniae
- Athrips gerasimovi
- Athrips glaucella
- Athrips gobica
- Athrips gussakovskii
- Athrips kerzhneri
- Athrips lacunosa
- Athrips lathyrella
- Athrips lathyri
- Athrips medjella
- Athrips mesoleuca
- Athrips mongolorum
- Athrips mouffetella
- Athrips nigricostella
- Athrips nitrariella
- Athrips ochrocosma
- Athrips patockai
- Athrips pedisequella
- Athrips phaeomicta
- Athrips profusa
- Athrips pruinosella
- Athrips ptychophora
- Athrips punctifera
- Athrips rancidella
- Athrips rosinansella
- Athrips spiraeae
- Athrips studiosa
- Athrips superfetella
- Athrips telifera
- Athrips tetrapunctella
- Athrips thymifoliella
- Athrips tigrina
- Athrips transversella
- Athrips triatomaea
- Athrips tsaidamica
- Athrips vepretella
- Athrips zophochalca